# Ducati 998
Ducati 998 je motocykl kategorie superbike, vyvinutý firmou Ducati, vyráběný v letech 2002–2004. Předchůdcem byl typ Ducati 996, nástupcem se stal model Ducati 999. Model je závěrečnou variací Ducati 916.

## Motor

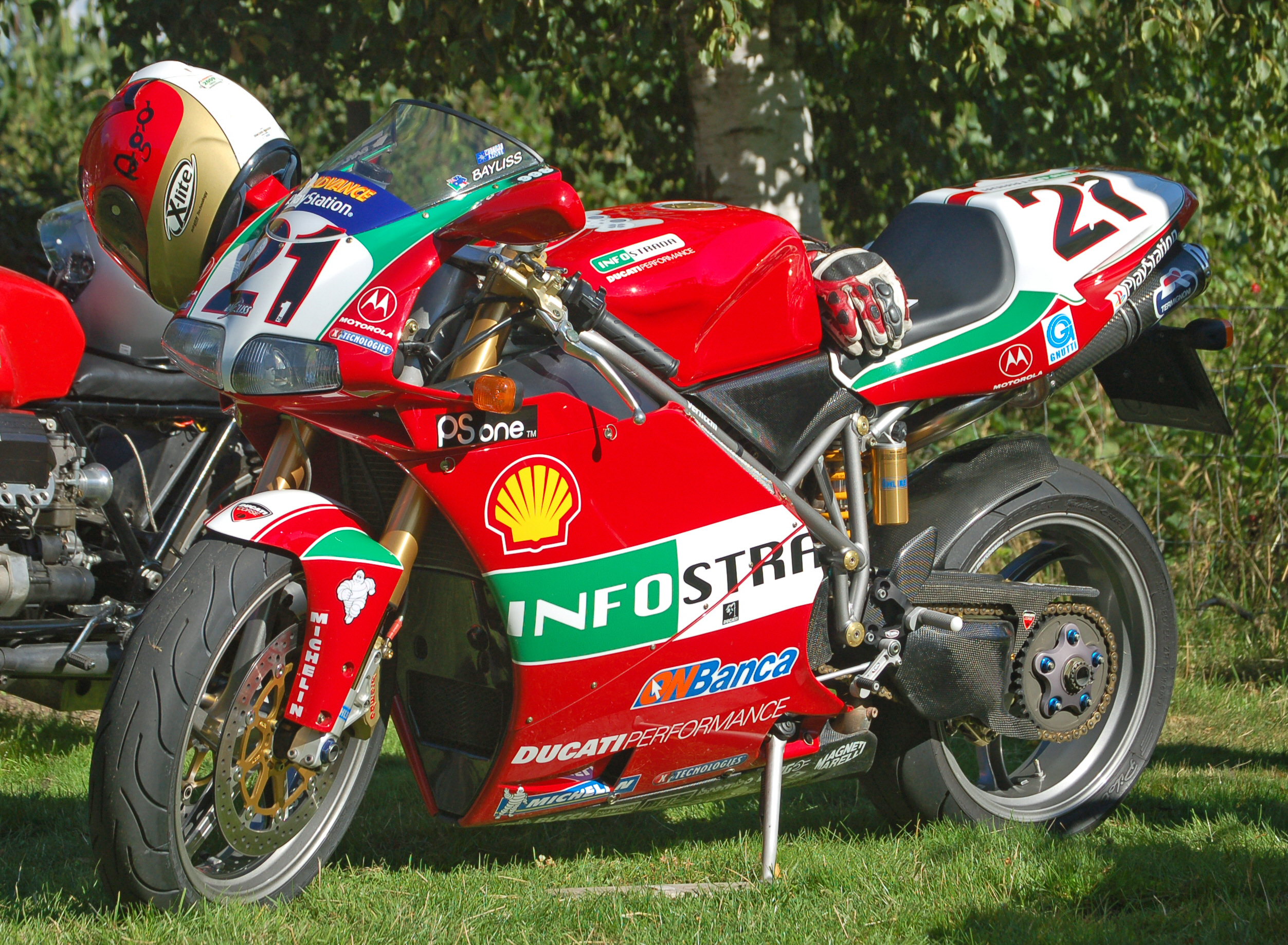
Ducati 998S Troy Bayliss replica

Pohonnou jednotkou je pro Ducati typický dvouválec s osami válců svírajícími úhel 90 stupňů. Agregát Testastretta s objemem 998 cm³ (vrtání × zdvih je 100 × 63,5 mm) má čtyři ventily na válec s desmodromickým rozvodem.

## Technické parametry
- Rám: příhradový z ocelových trubek
- Suchá hmotnost: 198 kg
- Pohotovostní hmotnost: kg
- Maximální rychlost: km/h
- Spotřeba paliva: l/100 km